# Bruce Boxleitner
Bruce William Boxleitner, född 12 maj 1950 i Elgin, Illinois, är en amerikansk skådespelare, i Sverige mest känd för rollen som Luke Macahan i den amerikanska western-serien Familjen Macahan. 
Boxleitner hade även huvudroller i TV-serierna Uppdrag i Singapore, Scarecrow and Mrs. King, Öster om Eden samt i science fiction-serien Babylon 5. 
Under åren 1977 till 1987 var han gift med sin "lillasyster" ifrån Macahan-tiden, Kathryn Holcomb, med vilken han fick två barn. Åren 1995-2011 var han gift med Melissa Gilbert.

## Filmografi

### Filmer
| År   | Titel                                                       | Roll                       | Noter    |
| ---- | ----------------------------------------------------------- | -------------------------- | -------- |
| 1974 | The Chadwick Family                                         | Danny                      | TV-film  |
| 1975 | A Cry for Help                                              | Richie Danko               | TV-film  |
| 1975 | Sixpack Annie                                               | Bobby Joe                  |          |
| 1976 | The Macahans                                                | Luke Macahan               | TV-film  |
| 1976 | Kiss Me, Kill Me                                            | Douglas Lane               | TV-film  |
| 1977 | Murder at the World Series                                  | Cisco                      | TV-film  |
| 1978 | Happily Ever After                                          | Jack                       | TV-film  |
| 1979 | The Last Convertible                                        | George Virdon              | TV-film  |
| 1980 | The Baltimore Bullet                                        | Billie Joe Robbins         |          |
| 1980 | Kenny Rogers as the Gambler                                 | Billy Montana              | TV-film  |
| 1981 | Fly Away Home                                               | Uncredited                 |          |
| 1982 | Tron                                                        | Tron/Alan Bradley          |          |
| 1983 | Wyatt Earp - Sheriff i Tombstone                            | Wyatt Earp                 |          |
| 1983 | Kenny Rogers as the Gambler: The Adventure Continues        | Billy Montana              | TV-film  |
| 1987 | Kenny Rogers as the Gambler, Part III: The Legend Continues | Billy Montana              | TV-film  |
| 1987 | Passion Flower                                              | Larry Janson               |          |
| 1987 | Angel in Green                                              | Kapten William Wicker      |          |
| 1988 | Rättvisa till varje pris                                    | Matthew Garth              |          |
| 1990 | Breakaway                                                   | Joey                       |          |
| 1991 | Mördarens ansikte                                           | Detective Kyle Robeshaw    |          |
| 1991 | I skydd av lagen                                            | Cole Hickel                |          |
| 1992 | Kuffs                                                       | Brad Kuffs                 |          |
| 1992 | The Babe                                                    | Jumpin' Joe Dugan          |          |
| 1992 | Hemligheten                                                 | Patrick Dunmore            | TV-film  |
| 1992 | Perfect Family                                              | Allan Bodine               |          |
| 1994 | Maharadjans dotter                                          | Patrick O'Riley            | TV-film  |
| 1994 | Gambler V: Playing for Keeps                                | Billy Montana              | TV-film  |
| 1995 | Zoya                                                        | Clayton Andrews            | TV-film  |
| 1998 | Babylon 5: In the Beginning                                 | Capt. John J. Sheridan     |          |
| 1998 | Babylon 5: Thirdspace                                       | Capt. John J. Sheridan     |          |
| 1999 | Babylon 5: A Call to Arms                                   | President John J. Sheridan |          |
| 1999 | Free Fall                                                   | Mark Ettinger              |          |
| 2002 | Contagion                                                   | President Howard           |          |
| 2002 | Hope Ranch                                                  | J.T. Hope                  | TV-film  |
| 2003 | Gods and Generals                                           | James Longstreet           |          |
| 2004 | Brilliant                                                   | Dr. Dietrich               |          |
| 2004 | Snakehead Terror                                            | Sheriff Patrick James      |          |
| 2007 | Babylon 5: The Lost Tales                                   | President John J. Sheridan |          |
| 2007 | Bone Eater                                                  | Sheriff Steve Evans        | TV-film  |
| 2008 | Transmorphers: Fall of Man                                  | Hadley Ryan                |          |
| 2010 | Tron: Legacy                                                | Tron/Rinzler/Alan Bradley  |          |
| 2011 | Love's Everlasting Courage                                  | Lloyd Davis                | TV-film  |
| 2011 | 51                                                          | Col. Martin                |          |
| 2011 | Tron: The Next Day                                          | Alan Bradley               | Kortfilm |
| 2013 | Silver Bells                                                | Bruce Dalton               | TV-film  |

### TV-serier
| År        | Titel                          | Roll                           | Noter                                                          |
| --------- | ------------------------------ | ------------------------------ | -------------------------------------------------------------- |
| 1973      | Mary Tyler Moore Show          | Rick                           | Avsnitt: "I Gave At the Office"                                |
| 1974      | Hawaii Five-O                  | Cam Farraday                   | Avsnitt: "We Hang Our Own"                                     |
| 1975      | Gunsmoke                       | Toby Hogue                     | Avsnitt: "The Sharecroppers"                                   |
| 1975      | Hawaii Five-O                  | Kevin Caulder                  | Avsnitt: "And the Horse Jumped Over the Moon"                  |
| 1975      | Police Woman                   | Ed Krohl                       | Avsnitt: "Paradise Mall"                                       |
| 1976      | Baretta                        | Tom                            | Avsnitt: "The Left Hand of the Devil"                          |
| 1976      | Hawaii Five-O                  | Paul Colburn                   | Avsnitt: "The Capsule Kidnapping"                              |
| 1977-1979 | Familjen Macahan               | Luke Macahan                   | 15 avsnitt                                                     |
| 1980      | Vilda tider                    | Vern Tyree                     | 2 avsnitt                                                      |
| 1981      | Öster om Eden                  | Charles Trask                  | 3 avsnitt                                                      |
| 1982–1983 | Uppdrag i Singapore            | Frank Buck                     | 17 avsnitt                                                     |
| 1983–1987 | Scarecrow and Mrs. King        | Lee Stetson                    | 89 avsnitt                                                     |
| 1989      | Tills vi möts igen             | Jock Hampton                   | Miniserie, 2 avsnitt                                           |
| 1991      | Röster från andra sidan graven | Winton Robbins                 | Avsnitt: "Top Billing"                                         |
| 1994–1998 | Babylon 5                      | Kapten John J. Sheridan        | 88 avsnitt Nominerad—Saturn Award for Best Actor on Television |
| 1998      | Touched by an Angel            | Scott Tanner                   | Avsnitt: "The Peacemaker"                                      |
| 2003      | She Spies                      | The Chairman                   | 4 avsnitt                                                      |
| 2005      | Commander in Chief             | Tucker Bayes                   | Avsnitt: "First Choice"                                        |
| 2005      | Young Blades                   | Kapten Martin Duvall           | 13 avsnitt                                                     |
| 2006      | American Dad!                  | Sig själv                      | Avsnitt: "Tears of a Clooney"                                  |
| 2008–2009 | Chuck                          | Dr. Woody Woodcomb             | 2 avsnitt                                                      |
| 2008–2009 | Heroes                         | Robert Malden                  | 3 avsnitt                                                      |
| 2010-2017 | NCIS                           | Vice Admiral C. Clifford Chase | 2 avsnitt                                                      |
| 2011      | CHAOS                          | Ray Bishop                     | Avsnitt: "Glory Days"                                          |
| 2012      | GCB                            | Burl Lourd                     | 4 avsnitt                                                      |
| 2012-2013 | Tron: Uprising                 | Tron                           | 17 avsnitt                                                     |
| 2013      | Cedar Cove                     | Bob                            | recurring                                                      |

### Datorspel
| År   | Titel              | Roll                | Noter |
| ---- | ------------------ | ------------------- | ----- |
| 2012 | Spec Ops: The Line | Colonel John Konrad |       |